# NGC 2410
NGC 2410 је спирална галаксија у сазвежђу Близанци која се налази на NGC листи објеката дубоког неба.
Деклинација објекта је + 32° 49' 21" а ректасцензија 7h 35m 2,2s. Привидна величина (магнитуда) објекта NGC 2410 износи 13,0 а фотографска магнитуда 13,8. Налази се на удаљености од 64,6000 милиона парсека од Сунца. NGC 2410 је још познат и под ознакама UGC 3917, MCG 5-18-23, CGCG 147-43, CGCG 177-35, IRAS 07318+3255, PGC 21336.